# فرج بن مسعود
فرج بن مسعود ولد في 5 فبراير 1916 في المطوية وتوفي في 18 نوفمبر 2008، هو سباح ولاعب كرة الماء تونسي.

## السيرة الذاتية
عاش فرج بن مسعود لحدود سن الخامسة في مسقط رأسه بالمطوية، أين تعرض لعضة كلب ضال، فأرسل للعلاج في معهد باستور بتونس العاصمة، واستقر هناك في حي باب الخضراء. انضم أنذاك للنجم الرياضي بحلق الوادي إلى جانب رواد السباحة التونسيين، وكرس وقته لهذه الرياضة من خلال الجمع بين أنشطة السباحة ولعبة كرة الماء، مما سمح له بالبروز على المستوى الوطني والشمال أفريقي على حد سواء، كما طلب منه الإشراف على لاعبي كرة الماء الشباب في مختلف الفرق في ذلك الوقت.

كان فرج بن مسعود مختصا في سباحة الصدر، ونافس في ذلك زميله زيزي طيب، حيث حطم رقمه القياسي في صنف 200 متر سباحة صدر في 26 سبتمبر 1953. واصل مسيرته لحوالي أربعين سنة، وتوفي في 18 نوفمبر 2008 عن عمر 92 سنة.

## الإنجازات
- بطل تونس عدة مرات (فئة الشباب ثم الكبار) في صنف 200 متر سباحة الصدر.
- بطل شمال أفريقيا في صنف 200 متر سباحة الصدر سنة 1939.
- بطل تونس أربعة مرات في لعبة كرة الماء (ثلاثة مرات مع الجمعية الرياضية الفرنسية ومرة مع النجم الرياضي بحلق الوادي).

## المسيرة مع الفرق
- 1933 - 1948: النجم الرياضي بحلق الوادي
- 1948 - 1952: الشبيبة الرياضية بحلق الوادي
- 1953 - 1956: الجمعية الرياضية الفرنسية
- 1957 - 1961: النجم الرياضي بحلق الوادي
- 1962 - 1964: الملعب التونسي
- 1965 - 1967: النادي الإفريقي